# Cosenza Calcio 2019-2020
Questa voce raccoglie le informazioni riguardanti il Cosenza Calcio nelle competizioni ufficiali della stagione 2019-2020.

## Stagione
La stagione 2019-2020 è per il Cosenza la 21ª partecipazione alla seconda serie del Campionato italiano di calcio.
Il 23 maggio 2019 il presidente Eugenio Guarascio e la società decidono di conferma per il terzo anno di fila Piero Braglia come allenatore fino al 30 giugno 2020.
Il 2 luglio 2019 la società annuncia Sergio Mezzina come nuovo coordinatore del settore giovanile, mentre il giorno dopo vengono rese note le date del ritiro e delle amichevoli estive. Il 16 luglio 2019 la squadra si ritrova e inizia a svolgere i test fisici prima del trasferimento a San Giovanni in Fiore (CS), dando così il via alla stagione 2019-2020. Della stagione precedente rimangono pochi giocatori in rosa, fatta eccezione per i veterani Idda, Bruccini e Saracco che rinnovano i propri contratti con la società silana, tutti e tre con durata biennale.
Il 27 luglio 2019 viene nominato Emanuele Ferraro come nuovo tecnico della Primavera.
Il 21 novembre 2019, con un comunicato stampa, la società silana rende noto di aver nominato Luca Petrone come nuovo Direttore Generale, salvo comunicarne la fine del rapporto lavorativo il 4 gennaio 2020.
Il 10 febbraio 2020, dopo una serie di risultati negativi, viene comunicato l'esonero di Piero Braglia come allenatore; sulla panchina dei silani il tecnico toscano ha collezionato 107 panchine e la storica promozione in Serie B. Il giorno seguente, l'11 febbraio 2020, la società ingaggia Giuseppe Pillon come nuovo allenatore, il quale porta con sé nello staff un nuovo preparatore atletico, Giacomo Tarufo, che va a sostituire Luigi Pincente, diventato coordinatore dei preparatori atletici del settore giovanile.
Con l'emergenza dovuta alla Pandemia di COVID-19 del 2019-2021, la prima squadra disputa l'incontro con il Venezia del 26 febbraio 2020 a porte chiuse, mentre la Primavera vede rinviarsi la propria gara del 29 febbraio 2020 a data da destinarsi; successivamente, per quanto contenuto nel D.P.C.M. del 4 marzo 2020, la Lega Nazionale Professionisti B determina la disputa a porte chiuse di tutte le partite di Serie B e del campionato Primavera2 fino al 3 aprile 2020; la FIGC decreta lo stop ai Campionati Giovanili fino al 15 marzo 2020, per poi stoppare ogni tipo di attività fino al 3 aprile. Dal canto suo, la società bruzia, decide di far sostenere ai propri tesserati, tutte le sessioni di allenamento, a porte chiuse fino al 3 aprile 2020, sospendendo ogni attività fino al 15 marzo 2020.
Il 18 marzo 2020, visto il periodo di difficoltà dovuto all'emergenza della Pandemia di COVID-19, l'allenatore della Prima Squadra, Giuseppe Pillon decide di risolvere il contratto che lo lega alla società rossoblù per stare vicino alla propria famiglia che si trova in Veneto; al suo posto viene promosso allenatore ad interim il suo vice, Roberto Occhiuzzi. Nei giorni seguenti, dopo le dimissioni dei medici sociali, il dott. Enrico Costabile e il dott. Ippolito Bonofiglio, viene nominato nuovo medico sociale il dott. Nino Avventuriera. Il 22 marzo 2020, considerato il perdurare dell'emergenza sanitaria, la società decide di rinviare ulteriormente la ripresa degli allenamenti, prorogata in seguito fino al 4 maggio 2020.
Il 16 aprile 2020, la FIGC, considerato che l'emergenza sanitaria non permette che ci siano le condizioni per continuare, decide di sospendere definitivamente i campionati delle categorie giovanili. Il 15 maggio 2020, attraverso una videoconferenza, la Lega B riunita in assemblea, delibera all'unanimità la ripresa facoltativa degli allenamenti; il 28 maggio il presidente della Lega B, Mauro Balata, dichiara che il campionato riprenderà il 20 giugno successivo.. Da parte sua, il Cosenza, con il coordinamento del responsabile sanitario, effettua un primo ed un secondo ciclo di test molecolare e test sierologici attraverso dei tamponi per la ricerca degli anticorpi IgM e IgG del SARS-CoV-2 sui propri tesserati, risultando tutti negativi, permettendo così la ripresa degli allenamenti collettivi. Il 3 giugno la Lega stila un nuovo calendario per la ripresa del campionato, determina i criteri per la partecipazione ai playoff e ai playout e introduce anche la possibilità di effettuare cinque sostituzioni a partita; il 12 giugno pubblica il calendario per la ripartenza delle partite.
Il 19 giugno 2020, grazie a una deroga della FIGC, diventa ufficiale la nomina di allenatore per Roberto Occhiuzzi, il quale porta nel suo staff altri due componenti, già allenatori del settore giovanile, e promossi dalla società: Pierantonio Tortelli nel ruolo di allenatore in seconda e Luigi Carnevale come collaboratore tecnico. Alla ripresa del campionato, la squadra si trova in piena lotta per non retrocedere, ma con sette vittorie, compreso un 5-1 esterno ai danni dell'Empoli, un pareggio e due sconfitte, riesce a salvarsi, conquistando il 15º posto; tutto è stato deciso all'ultima giornata con la vittoria nello scontro diretto contro la Juve Stabia (3-1) e le contemporanee sconfitte del Pescara e del Perugia. La BBC, visto il ruolino di marcia che ha portato la società calabrese alla salvezza, ha eletto il Cosenza come miglior squadra europea al rientro dopo il lockdown.

## Organigramma societario
Organigramma societario tratto dal sito ufficiale.
Area direttiva
- Presidente: Eugenio Guarascio
- Direttore generale: Luca Petrone
- Direttore sportivo: Stefano Trinchera
- Segretario generale: Andrea De Poli
- Team Manager: Kevin Marulla
- Dirigente Resp. della Gestione: Roberta Anania
- Resp. Amministrativo: Daniel Inderst
- Resp. Marketing e Commerciale: Simona Di Carlo
- Resp. Relazioni Istituzionali: Carlo Federico

Area tecnica
- Allenatore: Piero Braglia[40], Giuseppe Pillon[41], Roberto Occhiuzzi[42]
- Allenatore in seconda: Roberto Occhiuzzi[43], Pierantonio Tortelli[44]
- Collaboratore Tecnico: Stefano Di Cuonzo
- Collaboratore Tecnico: Luigi Carnevale[44]
- Allenatore Portieri: Antonio Fischetti
- Preparatore Atletico: Luigi Pincente[40], Giacomo Tarufo[45]

Area sanitaria
- Medico sociale: dott. Enrico Costabile[46], dott. Nino Avventuriera[47]
- Responsabile sanitario: dott. Ippolito Bonofiglio[46], dott. Nino Avventuriera[47]
- Riabilitatore: Domenico Lucchetta
- Fisioterapista: Italo Marsico
- Massaggiatore: Ercole Donato
- Massofisioterapista: Simone Arnone
- Nutrizionista: Daniele Basta
- Coord. Prep. Atl. Settore Giovanile: Luigi Pincente[48]

## Divise e sponsor
Il 30 agosto 2019, la società presenta le nuove divise di gioco che, per la stagione 2019-2020, sono ben quattro modelli (di cui uno, totalmente verde, mai utilizzato in gare ufficiali). Confermati come sponsor tecnico Legea, come Main Sponsor ufficiale 4.0 e come Top Sponsor anteriore Volkswagen, rappresentata dal Gruppo Chiappetta che, il 5 novembre, annuncia la sostituzione del marchio tedesco con quello dei francesi della Renault, altro marchio automobilistico del gruppo calabrese. Confermato per tutte le squadre di serie B il top sleeve sponsor "Facile ristrutturare" sulla manica sinistra.
| Casa | Trasferta | "Special One" |

## Rosa
Rosa aggiornata al 2 luglio 2020.
| N. |                       | Ruolo | Calciatore              |
| -- | --------------------- | ----- | ----------------------- |
| 2  | Italia (bandiera)     | D     | Angelo Corsi (capitano) |
| 3  | Marocco (bandiera)    | D     | Achraf Lazaar           |
| 4  | Portogallo (bandiera) | D     | Aníbal Capela           |
| 5  | Italia (bandiera)     | D     | Riccardo Idda           |
| 6  | Italia (bandiera)     | C     | Jérémie Broh            |
| 7  | Italia (bandiera)     | A     | Nicholas Pierini        |
| 9  | Italia (bandiera)     | A     | Gianluca Litteri        |
| 9  | Spagna (bandiera)     | A     | Raúl Asencio            |
| 10 | Italia (bandiera)     | A     | Mirko Carretta          |
| 11 | Italia (bandiera)     | D     | Tommaso D'Orazio        |
| 12 | Italia (bandiera)     | P     | Francesco Quintiero     |
| 13 | Francia (bandiera)    | C     | Mohamed Bahlouli        |
| 14 | Italia (bandiera)     | D     | Raffaele Schiavi        |
| 15 | Argentina (bandiera)  | D     | Tiago Casasola          |
| 16 | Italia (bandiera)     | C     | Daniele Sciaudone       |
| 17 | Francia (bandiera)    | C     | Zinédine Machach        |

| N. |                           | Ruolo | Calciatore        |
| -- | ------------------------- | ----- | ----------------- |
| 18 | Italia (bandiera)         | D     | Matteo Legittimo  |
| 19 | Italia (bandiera)         | C     | Leandro Greco     |
| 20 | Italia (bandiera)         | C     | Mattia Trovato    |
| 21 | Italia (bandiera)         | C     | Mirko Bruccini    |
| 22 | Italia (bandiera)         | P     | Umberto Saracco   |
| 23 | Italia (bandiera)         | D     | Salvatore Monaco  |
| 25 | Costa d'Avorio (bandiera) | A     | Ben Lhassine Kone |
| 26 | Italia (bandiera)         | A     | Gianluigi Sueva   |
| 27 | Italia (bandiera)         | D     | Luca Bittante     |
| 29 | Martinica (bandiera)      | A     | Emmanuel Rivière  |
| 30 | Senegal (bandiera)        | C     | Franck Kanouté    |
| 31 | Italia (bandiera)         | C     | Mario Prezioso    |
| 32 | Uruguay (bandiera)        | A     | Jaime Báez        |
| 33 | Italia (bandiera)         | P     | Pietro Perina     |
| 34 | Italia (bandiera)         | D     | Giovanni Aceto    |

## Calciomercato

### Sessione estiva(dal 1/7 al 2/9)
| Acquisti | Acquisti            | Acquisti           | Acquisti                  |
| R.       | Nome                | da                 | Modalità                  |
| -------- | ------------------- | ------------------ | ------------------------- |
| D        | Federico Pasqualoni | Casertana          | fine prestito             |
| D        | Andrea Tiritiello   | Virtus Francavilla | fine prestito             |
| D        | Salvatore Monaco    | Perugia            | prestito                  |
| D        | Raffaele Schiavi    | Salernitana        | definitivo                |
| D        | Achraf Lazaar       | Newcastle Utd      | prestito                  |
| C        | Michele Collocolo   | FC Francavilla     | fine prestito             |
| C        | Ivan Varone         | Carrarese          | fine prestito             |
| C        | Mattia Trovato      | Fiorentina         | rinnovo prestito biennale |
| C        | Daniele Sciaudone   | Novara             | definitivo                |
| C        | Jérémie Broh        | Sassuolo           | prestito                  |
| C        | Franck Kanouté      | Pescara            | prestito                  |
| C        | Marco Bayslach      | Fiorentina         | definitivo                |
| C        | Leandro Greco       | Foggia             | svincolato                |
| C        | Zinédine Machach    | Napoli             | prestito                  |
| A        | Riccardo Moreo      | Prato              | svincolato                |
| A        | Leonardo Perez      | Piacenza           | fine prestito             |
| A        | Marco Stranges      | Fidelis Andria     | fine prestito             |
| A        | Jaime Báez          | Fiorentina         | definitivo                |
| A        | Ben Lhassine Kone   | Torino             | prestito                  |
| A        | Mirko Carretta      | Cremonese          | definitivo                |
| A        | Nicholas Pierini    | Sassuolo           | prestito                  |

| Cessioni | Cessioni            | Cessioni           | Cessioni       |
| R.       | Nome                | a                  | Modalità       |
| -------- | ------------------- | ------------------ | -------------- |
| D        | Kastriot Dermaku    | Parma              | fine contratto |
| D        | Andrea Hristov      | Slavia Sofia       | fine prestito  |
| D        | Federico Pasqualoni |                    | ritirato       |
| D        | Andrea Tiritiello   | Virtus Francavilla | prestito       |
| C        | Michele Collocolo   |                    | fine contratto |
| C        | Mariano Izco        |                    | fine contratto |
| C        | Luca Palmiero       | Napoli             | fine prestito  |
| C        | Andrés Schetino     | Fiorentina         | fine prestito  |
| C        | Daniele Sciaudone   | Novara             | fine prestito  |
| C        | Ivan Varone         | Reggiana           | definitivo     |
| C        | Domenico Mungo      | Teramo             | definitivo     |
| C        | Andrea Ferrigno     | Vis Artena         | prestito       |
| A        | Jaime Báez          | Fiorentina         | fine prestito  |
| A        | Carlos Embalo       | Palermo            | fine prestito  |
| A        | Luca Garritano      | Chievo             | fine prestito  |
| A        | Riccardo Maniero    | Novara             | fine prestito  |
| A        | Gennaro Tutino      | Napoli             | fine prestito  |
| A        | Leonardo Perez      | Virtus Francavilla | definitivo     |
| A        | Riccardo Moreo      | Monopoli           | prestito       |

### Operazioni esterne(dal 3/8 al 31/12)
| Acquisti | Acquisti         | Acquisti | Acquisti   |
| R.       | Nome             | da       | Modalità   |
| -------- | ---------------- | -------- | ---------- |
| A        | Emmanuel Rivière | Metz     | svincolato |

| Cessioni | Cessioni | Cessioni | Cessioni |
| R.       | Nome     | a        | Modalità |
| -------- | -------- | -------- | -------- |

### Sessione invernale(dal 2/1 al 31/1)
| Acquisti | Acquisti                 | Acquisti     | Acquisti   |
| R.       | Nome                     | da           | Modalità   |
| -------- | ------------------------ | ------------ | ---------- |
| D        | Francesco Folino         | Empoli       | prestito   |
| D        | Rafail Parlikov          | Slavia Sofia | prestito   |
| D        | Roberto De Angelis       | Lazio        | definitivo |
| C        | Mohamed Rayane Bahlouli  | Sampdoria    | prestito   |
| C        | Tiago Casasola           | Lazio        | prestito   |
| C        | Raffaele Munno           | Fiorentina   | prestito   |
| C        | Mario Prezioso           | Napoli       | prestito   |
| A        | Raúl Asencio             | Genoa        | prestito   |
| A        | Octavian Catalin Nicolau | Verona       | prestito   |

| Cessioni | Cessioni             | Cessioni   | Cessioni             |
| R.       | Nome                 | a          | Modalità             |
| -------- | -------------------- | ---------- | -------------------- |
| D        | Giovanni Caiazzo     | Savoia     | prestito             |
| C        | Mattia Trovato       | Fiorentina | risoluzione prestito |
| C        | Leandro Greco        | Perugia    | definitivo           |
| A        | Gianluca Litteri     | Padova     | prestito             |
| A        | Eugenio Licciardello | Messina    | prestito             |

## Risultati

### Serie B

#### Girone di andata
| Crotone 24 agosto 2019, ore 18:00 CEST 1ª giornata | Crotone            | 0 – 0 referto | Cosenza | Ezio Scida (10.547 spett.)\| Arbitro: \| Marinelli[95] (Tivoli) \| |
| Arbitro:                                           | Marinelli (Tivoli) |               |         |                                                                    |

| Arbitro: | Minelli (Varese) |

|  |           |             |
|  | Marcatori | 47’ Firenze |

| Arbitro: | Illuzzi (Molfetta) |

|               |           |                                  |
| Sciaudone 69’ | Marcatori | 30’ (rig.) Tumminello 88’ Galano |

| Arbitro: | Dionisi (L'Aquila) |

|                  |           |  |
| Armenteros 90+2’ | Marcatori |  |

| Arbitro: | Ros (Pordenone) |

|               |           |             |
| Pierini 90+3’ | Marcatori | 52’ Marsura |

| Arbitro: | Rapuano (Rimini) |

|                  |           |              |
| Ciano 24’ (rig.) | Marcatori | 50’ Carretta |

| Arbitro: | Baroni (Firenze) |

|             |           |                     |
| Rivière 20’ | Marcatori | 77’ (rig.) Montalto |

| Arbitro: | Robilotta (Sala Consilina) |

|         |           |                                  |
| Vita 2’ | Marcatori | 57’ 64’ (rig.) Bruccini 70’ Báez |

| Arbitro: | Marini (Roma) |

|              |           |                  |
| Bruccini 37’ | Marcatori | 8’ Sal. Esposito |

| Arbitro: | Maggioni (Lecco) |

|             |           |  |
| F. Poli 81’ | Marcatori |  |

| Arbitro: | Di Martino (Teramo) |

|                          |           |  |
| Sciaudone 3’ Rivière 11’ | Marcatori |  |

| Arbitro: | Prontera (Bologna) |

|                           |           |                   |
| Moscati 17’ Pettinari 43’ | Marcatori | 5’, 45+2’ Pierini |

| Arbitro: | Massimi (Termoli) |

|                                |           |                                 |
| Ninkovic 38’ Scamacca 71’, 89’ | Marcatori | 15’ Rivière 21’ (rig.) Bruccini |

| Arbitro: | Maggioni (Lecco) |

|             |           |            |
| Rivière 38’ | Marcatori | 63’ Ragusa |

| Arbitro: | Fourneau (Roma) |

|                          |           |                           |
| Iemmello 18’ Falasco 65’ | Marcatori | 46’ Sciaudone 67’ Rivière |

| Arbitro: | Ghersini (Genova) |

|            |           |                    |
| Lazaar 73’ | Marcatori | 30’, 40’ Strizzolo |

| Arbitro: | Prontera (Bologna) |

|                |           |                             |
| Birindelli 66’ | Marcatori | 27’, 45+1’ Rivière 40’ Broh |

| Arbitro: | Pezzuto (Lecce) |

|          |           |  |
| Báez 12’ | Marcatori |  |

| Arbitro: | Aureliano (Bologna) |

|                  |           |  |
| Forte 90’ (rig.) | Marcatori |  |

#### Girone di ritorno
| Arbitro: | Abbattista (Molfetta) |

|  |           |             |
|  | Marcatori | 12’ Messias |

| Arbitro: | Amabile (Vicenza) |

|                             |           |             |
| Lombardi 30’ Akpa Akpro 44’ | Marcatori | 14’ Asencio |

| Arbitro: | Rapuano (Rimini) |

|                       |           |             |
| Zappa 68’ Bočić 90+4’ | Marcatori | 53’ Asencio |

| Arbitro: | Serra (Torino) |

|  |           |             |
|  | Marcatori | 33’ Insigne |

| Arbitro: | Camplone (Pescara) |

|  |           |                               |
|  | Marcatori | 30’, 32’ Asencio 44’ Bruccini |

| Arbitro: | Ros (Pordenone) |

|  |           |                            |
|  | Marcatori | 14’ Dionisi 20’ Novakovich |

| Arbitro: | Prontera (Bologna) |

|           |           |             |
| Longo 38’ | Marcatori | 61’ Machach |

| Arbitro: | Di Martino (Teramo) |

|               |           |                     |
| Asencio 90+1’ | Marcatori | 50’ Stanco 75’ Vita |

| Arbitro: | Baroni (Firenze) |

|                               |           |  |
| Đorđević 32’ Meggiorini 90+1’ | Marcatori |  |

| Arbitro: | Volpi (Arezzo) |

|                           |           |               |
| Bruccini 31’ Carretta 35’ | Marcatori | 90+3’ F. Poli |

| Arbitro: | Aureliano (Bologna) |

|  |           |                               |
|  | Marcatori | 25’ Rivière Emmanuel 48’ Báez |

| Arbitro: | Serra (Torino) |

|                        |           |                                     |
| Báez 40’ Asencio 90+4’ | Marcatori | 20’ (rig.) Taugourdeau 37’ Dalmonte |

| Arbitro: | Abbattista (Molfetta) |

|  |           |              |
|  | Marcatori | 62’ Scamacca |

| Arbitro: | Marinelli (Tivoli) |

|                                                   |           |              |
| Galabinov 6’ Gyasi 20’ Mastinu 51’, 55’ Nzola 65’ | Marcatori | 63’ Bruccini |

| Arbitro: | Ghersini (Genova) |

|                       |           |                |
| Bruccini 12’ Báez 74’ | Marcatori | 78’ Falcinelli |

| Arbitro: | Maggioni (Lecco) |

|                |           |                          |
| Candellone 66’ | Marcatori | 18’ Rivière 23’ Bittante |

| Arbitro: | Rapuano (Rimini) |

|                            |           |              |
| Carretta 28’ Asencio 90+2’ | Marcatori | 77’ De Vitis |

| Arbitro: | Illuzzi (Molfetta) |

|               |           |                                                    |
| La Mantia 67’ | Marcatori | 5’ Bittante 12’, 79’ Rivière 32’ Carretta 63’ Báez |

| Arbitro: | Aureliano (Bologna) |

|                                      |           |             |
| Sciaudone 17’ Rivière 22’ (rig.) 74’ | Marcatori | 32’ Tonucci |

### Coppa Italia

#### Turni eliminatori
| Arbitro: | Di Bello (Brindisi) |

|                      |           |  |
| Mendicino 89’ (rig.) | Marcatori |  |

## Statistiche

### Statistiche di squadra
Statistiche aggiornate al 31 luglio 2020
| Competizione | Punti         | In casa | In casa | In casa | In casa | In casa | In casa | In trasferta | In trasferta | In trasferta | In trasferta | In trasferta | In trasferta | Totale | Totale | Totale | Totale | Totale | Totale | DR |
| Competizione | Punti         | G       | V       | N       | P       | Gf      | Gs      | G            | V            | N            | P            | Gf           | Gs           | G      | V      | N      | P      | Gf     | Gs     | DR |
| ------------ | ------------- | ------- | ------- | ------- | ------- | ------- | ------- | ------------ | ------------ | ------------ | ------------ | ------------ | ------------ | ------ | ------ | ------ | ------ | ------ | ------ | -- |
| Serie B      | 46            | 19      | 6       | 5       | 8       | 21      | 22      | 19           | 6            | 5            | 8            | 29           | 27           | 38     | 12     | 10     | 16     | 50     | 49     | +1 |
| Coppa Italia | Secondo turno | 0       | 0       | 0       | 0       | 0       | 0       | 1            | 0            | 0            | 1            | 0            | 1            | 1      | 0      | 0      | 1      | 0      | 1      | -1 |
| Totale       | 46            | 19      | 6       | 5       | 8       | 18      | 21      | 20           | 6            | 5            | 9            | 29           | 28           | 40     | 12     | 10     | 17     | 50     | 50     | 0  |

### Andamento in campionato
| Giornata  | 1 | 2  | 3  | 4  | 5  | 6  | 7  | 8  | 9  | 10 | 11 | 12 | 13 | 14 | 15 | 16 | 17 | 18 | 19 | 20 | 21 | 22 | 23 | 24 | 25 | 26 | 27 | 28 | 29 | 30 | 31 | 32 | 33 | 34 | 35 | 36 | 37 | 38 |
| --------- | - | -- | -- | -- | -- | -- | -- | -- | -- | -- | -- | -- | -- | -- | -- | -- | -- | -- | -- | -- | -- | -- | -- | -- | -- | -- | -- | -- | -- | -- | -- | -- | -- | -- | -- | -- | -- | -- |
| Luogo     | T | C  | C  | T  | C  | T  | C  | T  | C  | T  | C  | T  | T  | C  | T  | C  | T  | C  | T  | C  | T  | T  | C  | T  | C  | T  | C  | T  | C  | T  | C  | C  | T  | C  | T  | C  | T  | C  |
| Risultato | N | P  | P  | P  | N  | N  | N  | V  | N  | P  | V  | N  | P  | N  | N  | P  | V  | V  | P  | P  | P  | P  | P  | V  | P  | N  | P  | P  | V  | V  | N  | P  | P  | V  | V  | V  | V  | V  |
| Posizione | 7 | 16 | 17 | 19 | 18 | 18 | 16 | 15 | 17 | 18 | 17 | 16 | 18 | 18 | 17 | 18 | 18 | 17 | 18 | 18 | 18 | 18 | 18 | 18 | 18 | 18 | 18 | 19 | 18 | 18 | 18 | 18 | 19 | 19 | 18 | 18 | 17 | 15 |

Fonte:  Serie B, su calcio.com. URL consultato il 30 giugno 2020 (archiviato dall'url originale il 28 giugno 2020).
Legenda:

Luogo: C = Casa; T = Trasferta. Risultato: V = Vittoria; N = Pareggio; P = Sconfitta.

### Statistiche dei giocatori
| Giocatore       | Serie B  | Serie B | Serie B     | Serie B    | Coppa Italia | Coppa Italia | Coppa Italia | Coppa Italia | Totale   | Totale | Totale      | Totale     |
| Giocatore       | Presenze | Reti    | Ammonizioni | Espulsioni | Presenze     | Reti         | Ammonizioni  | Espulsioni   | Presenze | Reti   | Ammonizioni | Espulsioni |
| --------------- | -------- | ------- | ----------- | ---------- | ------------ | ------------ | ------------ | ------------ | -------- | ------ | ----------- | ---------- |
| G. Aceto        | 0        | 0       | 0           | 0          | 0            | 0            | 0            | 0            | 0        | 0      | 0           | 0          |
| R. Asencio      | 15       | 7       | 1           | 1          | 0            | 0            | 0            | 0            | 15       | 7      | 1           | 1          |
| J. Baéz         | 36       | 6       | 2           | 0          | 1            | 0            | 0            | 0            | 37       | 6      | 2           | 0          |
| M. Bahlouli     | 7        | 0       | 1           | 0          | 0            | 0            | 0            | 0            | 7        | 0      | 1           | 0          |
| L. Bittante     | 19       | 2       | 3           | 0          | 1            | 0            | 0            | 0            | 20       | 2      | 3           | 0          |
| J. Broh         | 18       | 1       | 0           | 0          | 1            | 0            | 0            | 0            | 19       | 1      | 0           | 0          |
| M. Bruccini     | 34       | 8       | 10          | 0          | 1            | 0            | 0            | 0            | 35       | 8      | 10          | 0          |
| A. Capela       | 33       | 0       | 2           | 1          | 0            | 0            | 0            | 0            | 33       | 0      | 2           | 1          |
| M. Carretta     | 29       | 4       | 1           | 0          | 0            | 0            | 0            | 0            | 29       | 4      | 1           | 0          |
| T. Casasola     | 17       | 0       | 3           | 0          | 0            | 0            | 0            | 0            | 17       | 0      | 3           | 0          |
| A. Corsi        | 19       | 0       | 5           | 0          | 0            | 0            | 0            | 0            | 19       | 0      | 5           | 0          |
| T. D'Orazio     | 23       | 0       | 5           | 0          | 0            | 0            | 0            | 0            | 23       | 0      | 5           | 0          |
| L. Greco        | 9        | 0       | 2           | 0          | 0            | 0            | 0            | 0            | 9        | 0      | 2           | 0          |
| R. Idda         | 34       | 0       | 7           | 0          | 1            | 0            | 0            | 0            | 35       | 0      | 7           | 0          |
| F. Kanouté      | 18       | 0       | 4           | 1          | 1            | 0            | 1            | 0            | 19       | 0      | 5           | 1          |
| B. Kone         | 6        | 0       | 2           | 0          | 1            | 0            | 0            | 0            | 7        | 0      | 2           | 0          |
| A. Lazaar       | 9        | 1       | 1           | 0          | 0            | 0            | 0            | 0            | 9        | 1      | 1           | 0          |
| M. Legittimo    | 30       | 0       | 4           | 0          | 1            | 0            | 0            | 0            | 31       | 0      | 4           | 0          |
| E. Licciardello | 0        | 0       | 0           | 0          | 0            | 0            | 0            | 0            | 0        | 0      | 0           | 0          |
| G. Litteri      | 7        | 0       | 1           | 0          | 1            | 0            | 0            | 0            | 8        | 0      | 1           | 0          |
| Z. Machach      | 18       | 1       | 1           | 0          | 0            | 0            | 0            | 0            | 18       | 1      | 1           | 0          |
| S. Monaco       | 22       | 0       | 5           | 0          | 1            | 0            | 0            | 0            | 23       | 0      | 5           | 0          |
| R. Moreo        | 2        | 0       | 0           | 0          | 1            | 0            | 0            | 0            | 3        | 0      | 0           | 0          |
| J. Moretti      | 0        | 0       | 0           | 0          | 0            | 0            | 0            | 0            | 0        | 0      | 0           | 0          |
| P. Perina       | 32       | -43     | 5           | 0          | 1            | -1           | 0            | 0            | 33       | -44    | 5           | 0          |
| N. Pierini      | 20       | 3       | 3           | 0          | 1            | 0            | 0            | 0            | 21       | 3      | 3           | 0          |
| M. Prezioso     | 6        | 0       | 3           | 0          | 0            | 0            | 0            | 0            | 6        | 0      | 3           | 0          |
| F. Quintiero    | 0        | 0       | 0           | 0          | 0            | 0            | 0            | 0            | 0        | 0      | 0           | 0          |
| E. Rivière      | 31       | 13      | 3           | 0          | 0            | 0            | 0            | 0            | 31       | 13     | 3           | 0          |
| E. Salines      | 0        | 0       | 0           | 0          | 0            | 0            | 0            | 0            | 0        | 0      | 0           | 0          |
| U. Saracco      | 6        | -6      | 0           | 0          | 0            | 0            | 0            | 0            | 6        | -6     | 0           | 0          |
| R. Schiavi      | 9        | 0       | 4           | 0          | 0            | 0            | 0            | 0            | 9        | 0      | 4           | 0          |
| D. Sciaudone    | 30       | 4       | 8           | 2          | 1            | 0            | 0            | 0            | 31       | 4      | 8           | 2          |
| G. Sueva        | 0        | 0       | 0           | 0          | 0            | 0            | 0            | 0            | 0        | 0      | 0           | 0          |
| M. Trovato      | 2        | 0       | 0           | 0          | 0            | 0            | 0            | 0            | 2        | 0      | 0           | 0          |